# Metanopedias lasiopterae
Metanopedias lasiopterae är en stekelart som först beskrevs av Jean-Jacques Kieffer 1916.  Metanopedias lasiopterae ingår i släktet Metanopedias och familjen gallmyggesteklar. Arten är reproducerande i Sverige. Inga underarter finns listade i Catalogue of Life.